# The Goat (film 1917)
The Goat è un film muto del 1917 diretto da Arvid E. Gillstrom con Oliver Hardy.